# Philipp Schneider (Politiker, 1832)
Philipp Schneider (* 29. Dezember 1832 in Nünschweiler; † 23. April 1897 in Hermersberg) war ein pfälzischer Landwirt und bayerischer Landtagsabgeordneter (NLP).

## Leben und Familie
Schneider war Landwirt und zuletzt Mühlenbesitzer. Er heiratete um 1865 Charlotte Jacob (1844–1924) von der Steinalbermühle. Das Ehepaar hatte drei Kinder: Ernst (* 1866), Frieda (* 1869), verheiratete Ellenberger und Emma (1870–1888). Der Gutsbesitzer Johann Jacob, ein Onkel seiner Frau war von 1863 bis 1874 Bürgermeister von Schopp. Nach dem Pfälzischen Aufstand wurde er im Juli 1849 als Hochverratsverdächtigter in Untersuchungshaft eingeliefert. Carl Jacob, von 1873 bis 1882 Präsident des „Landraths der Pfalz“, war dessen Vetter.
Schneider wurde 1893 als Vertreter der Nationalliberalen in die Kammer der Abgeordneten des Bayerischen Landtags gewählt. In der 17. Wahlperiode des 32. Landtags (1893–1899) vertrat er den Wahlkreis Zweibrücken. Er gehörte dort keinen Ausschüssen an. Nach Schneiders Tod rückte im September 1897 der Oberamtsrichter Friedrich Michel nach.